# Fredrik Thermænius
Fredrik Samuel Thermænius, född den 19 februari 1868 i Torshälla, död den 31 december 1917, var en svensk företagsledare. Han var son till ingenjören Edvard Thermænius samt far till statsvetaren Edvard Thermænius och sjömilitären Bror-Fredrik Thermænius.
Thermænius var tjänsteman vid Hallsbergs folkbank 1883–1900 och disponent för aktiebolaget Joh. Thermænius & Son med flera bolag i Hallsberg. Han tillhörde Sveriges verkstadsförenings överstyrelse.